# Carlos Airton
Carlos Airton Magalhães Santana de Sousa, ou apenas Carlos Airton, (Feijó, 27 de janeiro de 1961) é um bancário e político brasileiro, outrora deputado federal pelo Acre.

## Dados biográficos
Filho de Juraci Severiano de Sousa e Marlene Magalhães Santana de Sousa. Bancário, trabalhou para o Bradesco ao longo dos anos 1980 em cidades como Rio Branco e Manaus antes de ser nomeado para o setor de informática do extinto Banco do Estado do Acre (Banacre). Em 1987 assumiu a presidência da Empresa de Processamento de Dados do Acre, onde permaneceu por dois anos. Com a eleição de Jorge Kalume para prefeito da capital acriana em 1988, Carlos Airton foi nomeado secretário municipal de Serviços Urbanos e depois presidente da Companhia de Saneamento de Rio Branco. Filiado ao PDS e aos sucessores deste, elegeu-se deputado federal via PPR em 1994.
Candidato a prefeito de Rio Branco pelo PPB em 1996, ficou em terceiro lugar num pleito vencido por Mauri Sérgio (PMDB). Dois anos depois não disputou a reeleição para deputado federal e encerrou sua carreira política.